# Соаве (вино)

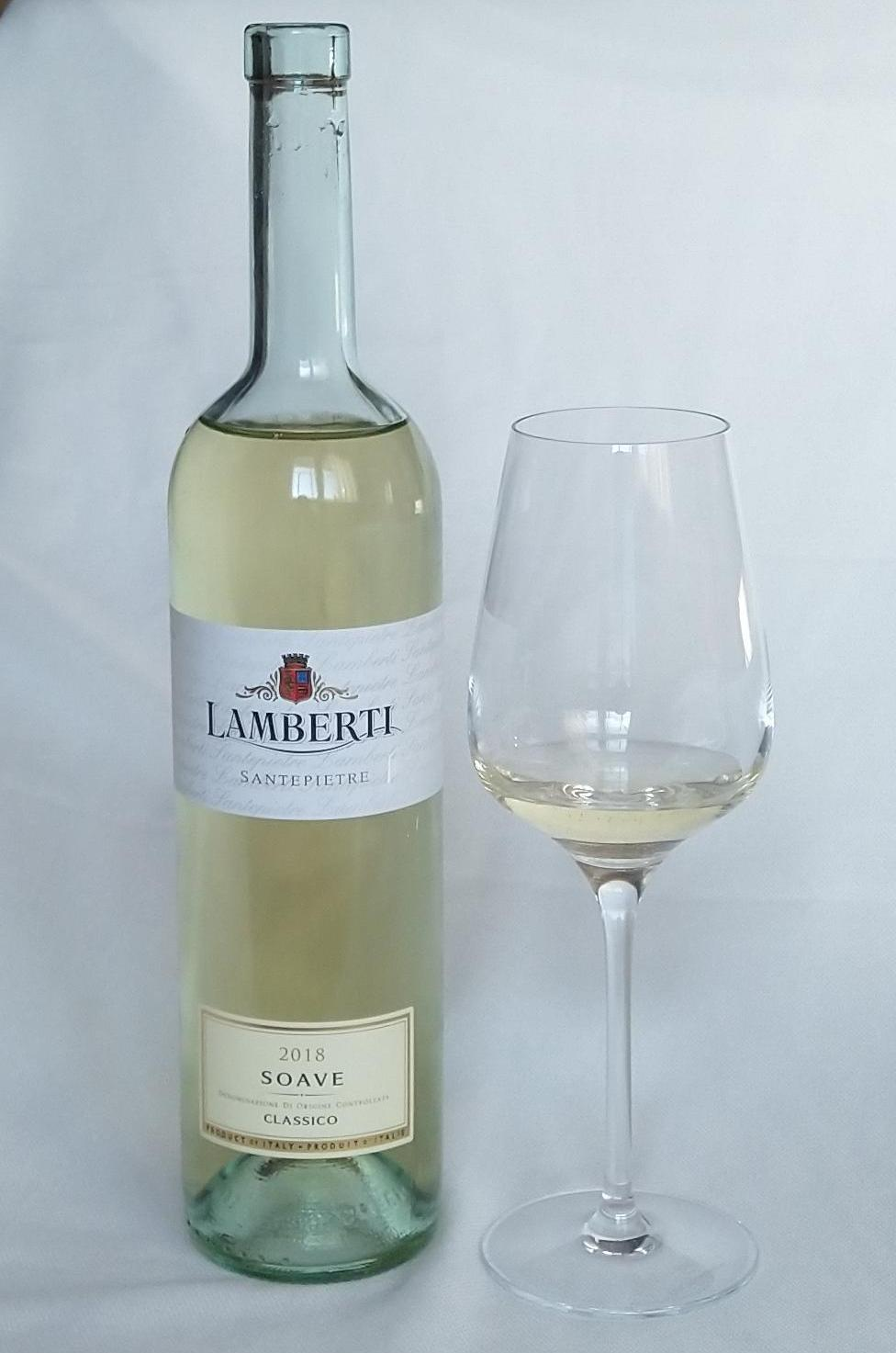
Вино Soave classico

Соаве (італ. Soave) — італійське сухе (рідше ігристе) біле вино, виробляється у регіоні Венето. Виробляється з винограду сорту Гарганега (як у сухих так і у ігристих винах його повинно бути не менше 70 %). Також можуть додаватись Треббьяно ді Соаве та шардоне (до 30 %) та до 5 % інших сортів. В залежності від виробника можуть мати  найвищу категорію якості — Denominazione di Origine Controllata e Garantita (DOCG) або  Denominazione di Origine Controllata (DOC). 

## Асортимент вин Соаве
Під маркою Соаве виробляють наступні вина. 
Категорія DOC: італ. Soave DOC, Soave DOC Riserva, Soave DOC classico, Soave DOC Colli Scaligeri. Вина Soave DOC можуть бути тихими або ігристими. 
Категорія DOCG: італ. Soave Superiore DOCG, Soave Superiore DOCG classico, Soave Superiore DOCG riserva, Recioto di Soave DOCG. Правила виробництва:
- мінімальний рівень алкоголю: 12,0 ° для Superiore; 12,5 ° для Riserva
- залишковий цукор —максимум 6 г/л (0,6 %)
- витримка — для Superiore мінімум приблизно 6 місяців; для Riserva, мінімум приблизно 12–13 місяців[2].

 Recioto di Soave DOCG — солодке на смак вино, може бути тихим або ігристим. Його виготовляють з підв'яленого винограду, який висушують протягом кількох тижнів або місяців, при цьому виноград втрачає 30-40 % ваги, внаслідок чого в ньому підвищується концентрація цукрів, які залишаються у вині після ферментації та надають вину солодкого смаку.
Правила виробництва:
- після збору врожаю виноград необхідно просушити на повітрі;
- мінімальний рівень алкоголю: 11,5 ° для ігристого вина; 12,0 ° для десертного;
- залишковий цукор: мінімум 70 г/л (7 %);
- витримка мінімум приблизно 10 місяців[4].

## Виноробна зона
Виноробна зона італ. Soave DOC розташована в околицях міста Верона. З неї відокремились (підвищили категорію якості) виноробні зони Recioto di Soave DOCG у 1998 році та Soave Superiore DOCG у 2001 році. Налічується 51 історичний виноградник, назви яких можуть виноситись на етикетки вина. Поділяється на 3 підзони.
1. Soave Classico — історична зона, яка охоплює комуни Монтефорте д'Альпоне та Соаве. Виноградники розташовані на пагорбах та займають площу 1700 га.
2. Colli Scaligeri — виноградники розташовані на пагорбах та займають площу 2400 га.
3. Ділянки в долинах, площа 2400 га.
Ґрунти вулканічні (базальтові) з вапняком. Клімат м'який.

## Характеристики вина
Вміст спирту — не менше 10,5 ° для сухих вин та 11 ° для ігристих. Соаве вважається динамічним і багатогранним вином. Існують різні стилі, які відрізняються за своїми ароматичним і смаковими характеристиками. Деякі виробники використовують чани з нержавіючої сталі, інші — дубові бочки,  хтось застосовуює витримку на тонкому осаді. Деякі виробники вважають гарганегу самодостатнім сортом, а інші додають в ассамбляж Треббьяно ді Соаве та (або) шардоне. В цілому вина Соаве вважаються комплексними і кремозними, вони мають інтенсивну мінеральну складову і здатність до тривалого зберігання.